# الئونورا کژووا
الئونورا کژووا (به انگلیسی: Eleonora Kezhova) ژیمناست زادهٔ ۲۸ دسامبر ۱۹۸۵ میلادی اهل کشور بلغارستان است.